# Botan (principauté kurde)

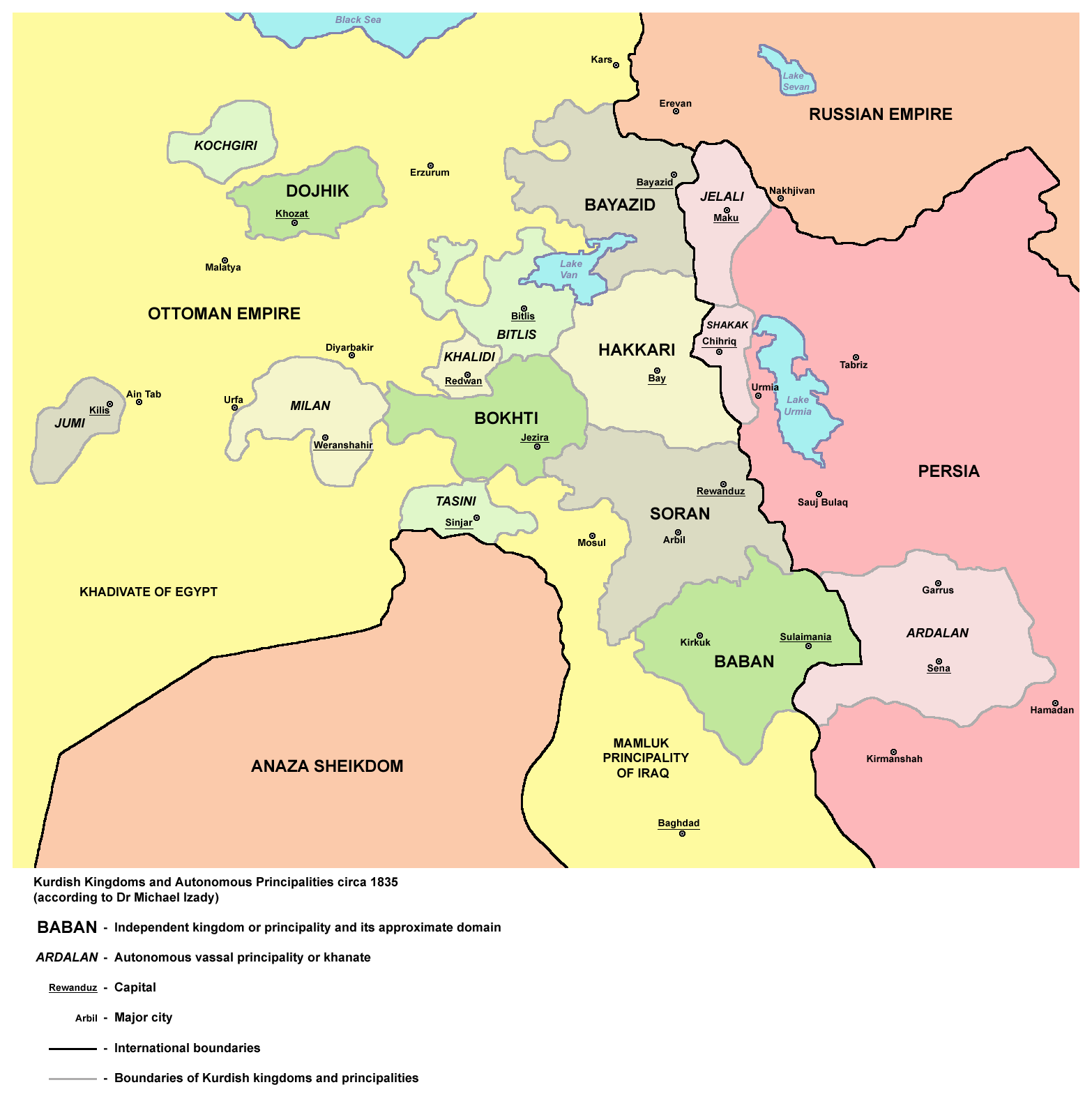
Les principautés kurdes vers 1835.

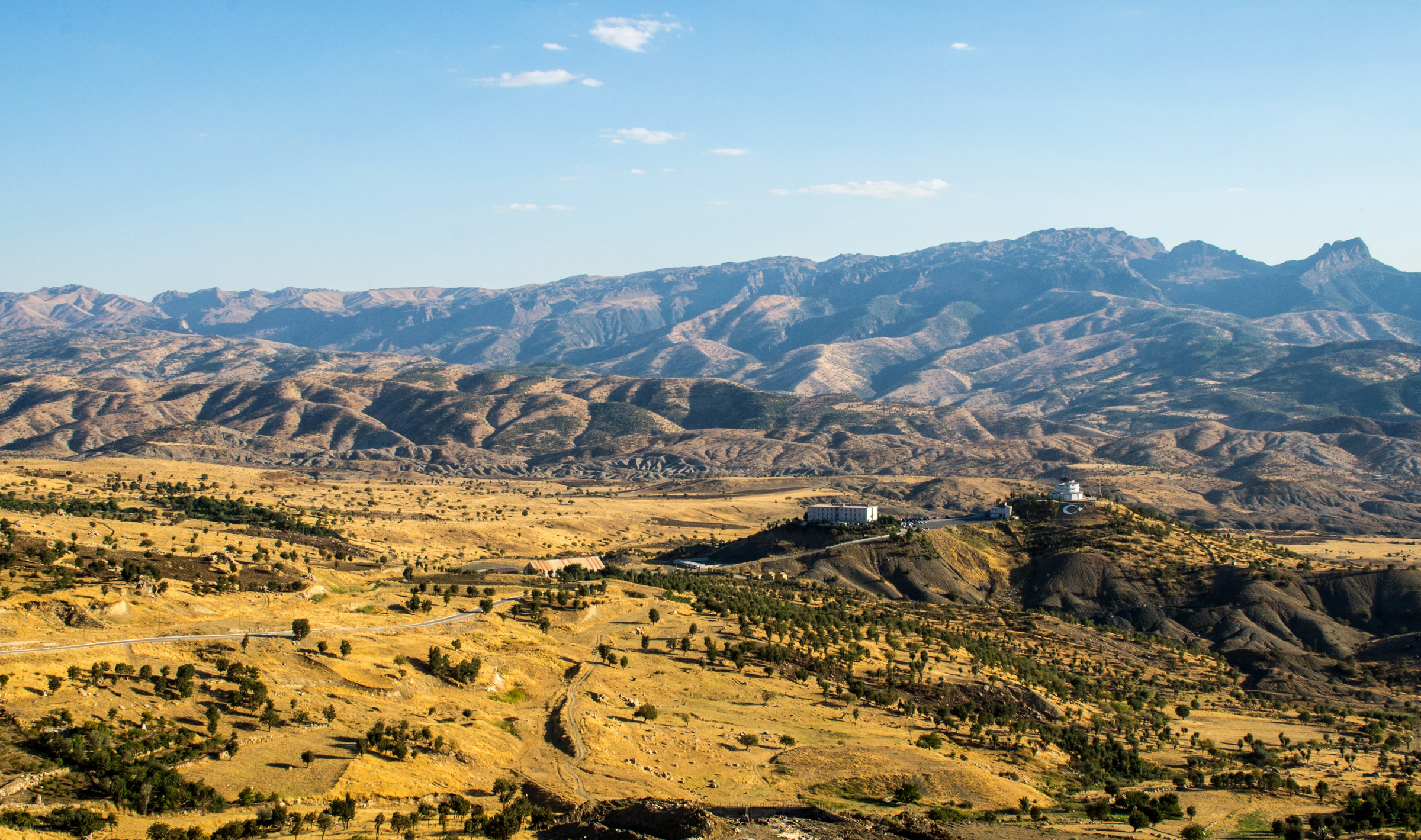
Le mont Djoudi près de Cizre, considéré localement comme l'endroit où se serait posée l'arche de Noé.

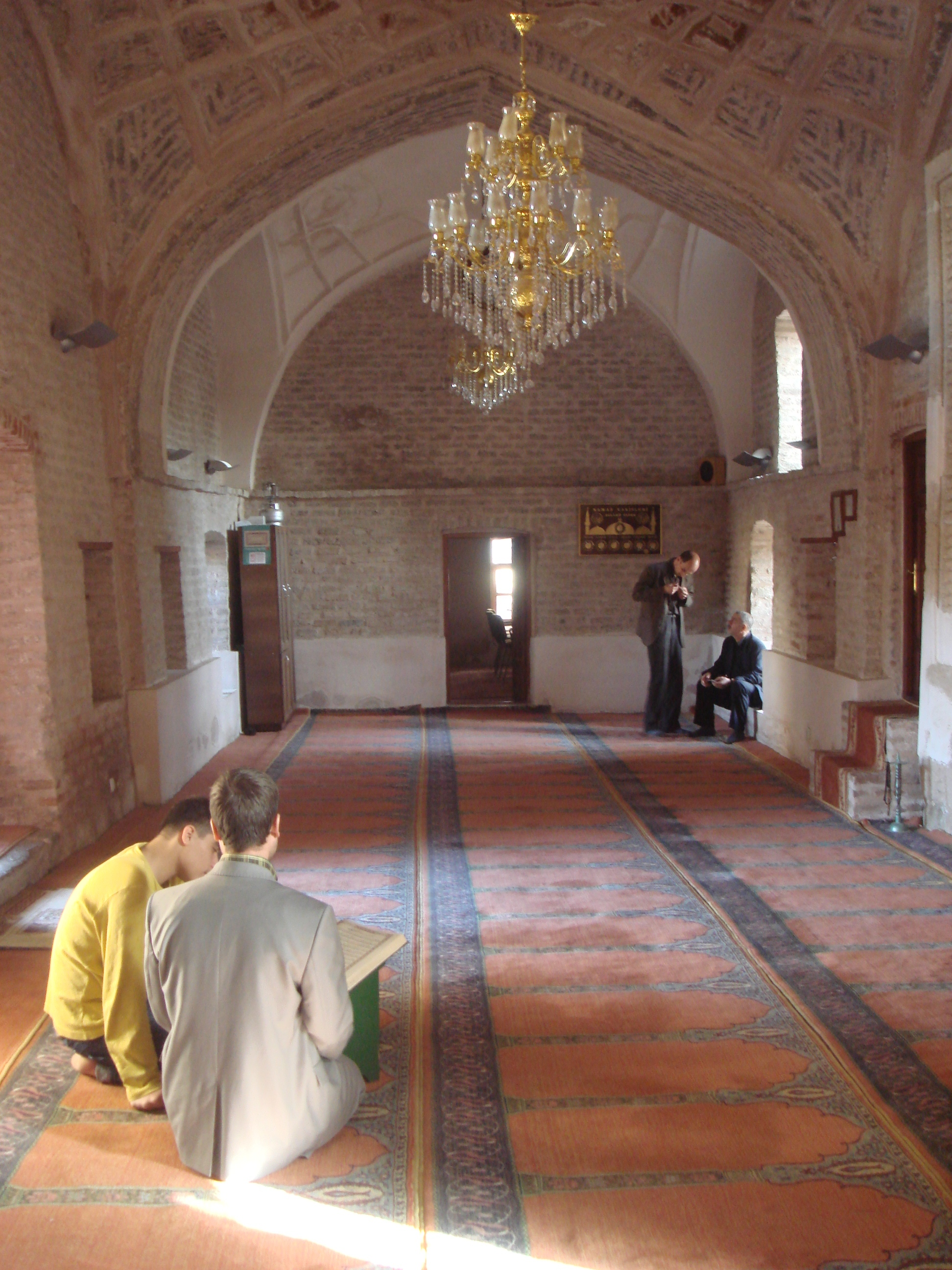
Médersa rouge de Cizre en 2009.

La principauté de Botan ou Bohtan (Buhtan, Bohtan, Bokhan, Bokhti, en kurde : میرنشینی بۆتان) est un ancien émirat kurde qui a existé du XIVe au milieu du XIXe siècle. Il doit son nom à la rivière qui le traverse, le Botan, affluent du Tigre, aux confins de la Turquie et de l'Irak actuels. Sa capitale était Jazirat Ibn 'Umar ou Cizîra Botan, l'actuelle Cizre.

## Histoire

### Période médiévale
L'origine de la principauté est mal connue. Au XIVe siècle, d'après le Sharafnameh, l'ouvrage du poète et chroniqueur kurde Sharaf al-Din Bitlisi (1543 - 1599), ses princes étaient des Yézidis, avant qu'ils se convertissent au sunnisme orthodoxe. Son fondateur, Sulaimân ibn Khalid, se disait descendant de Khalid ibn al-Walid, général arabe au service des premiers califes au VIIe siècle qui est enterré près de Siirt et qui était surnommé Abou Sulayman, bien qu'on ne lui connait pas de fils appelé Sulayman. Après la mort de Sulaimân, la principauté est partagée entre ses trois fils : Mir Abd al-Aziz règne à Cizre, Mir Halid Beg à Gurgil et Mir Abdal à Finik. Sharafkhan donne la liste des 14 districts du pays :
- Gurgil, Akhwaz, Piruz, Badan et Tanzê (Kalhuk) étaient habités par la tribu Karsi ;
- Tur, Haitam et Shakh étaient habités par des chrétiens ;
- Aramshap était habité par la tribu Braspi ;
- Finik, Nish Atil, Kewar, Dair-dih, etc.

La localisation de la plupart de ces places est incertaine.

### Sous l'empire ottoman

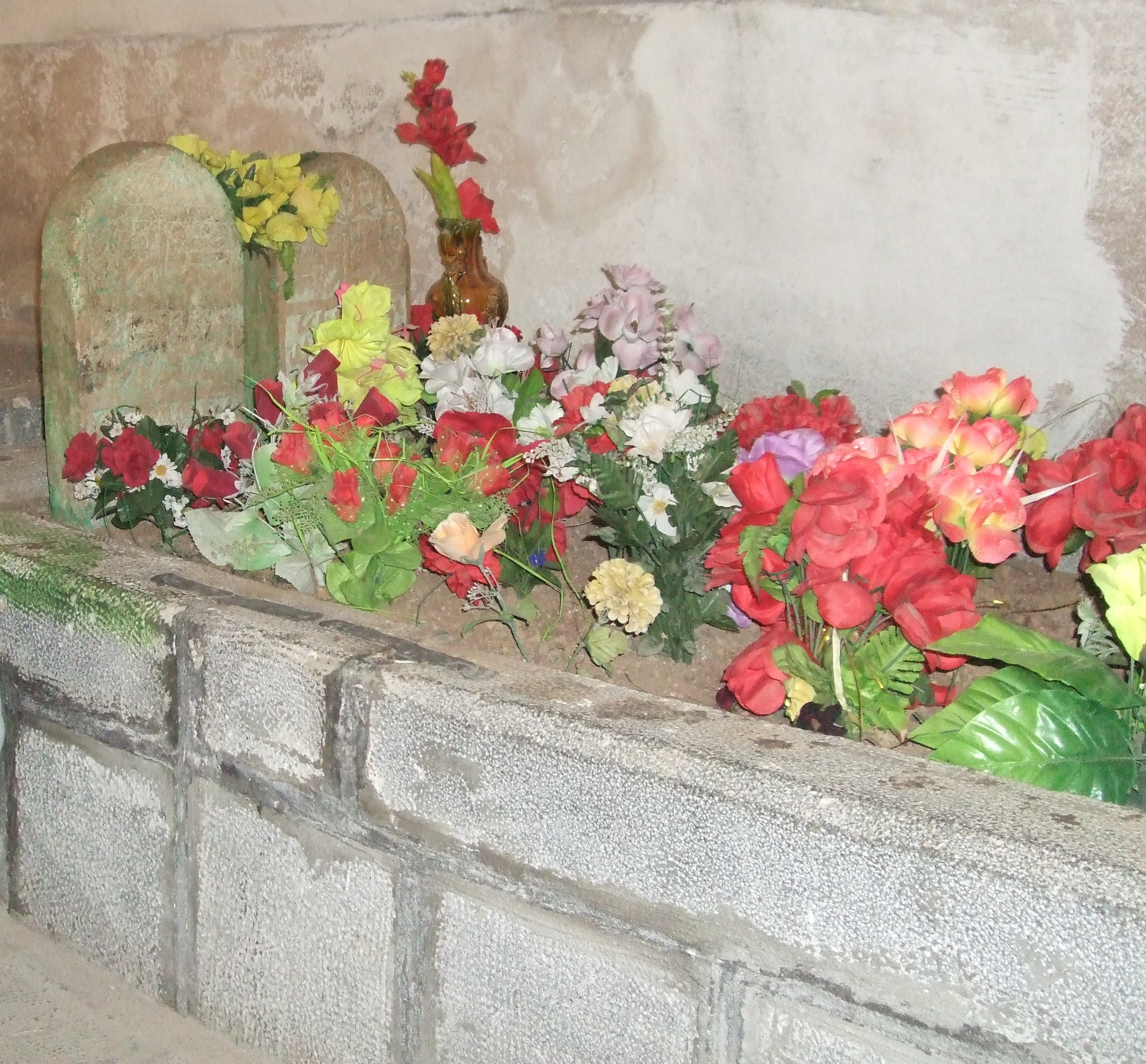
Tombeau de Mem et Zîn à Cizre.

L'émirat partage les vicissitudes des principautés kurdes médiévales jusqu'à la bataille de Tchaldiran (1514) où elles deviennent vassales de l'Empire ottoman. Sous la tutelle ottomane, le Botan conserve une large autonomie. Son territoire s'étend à l'ouest jusqu'au Tigre, au nord et à l'est jusqu'aux limites des principautés kurdes de Bitlis, Hakkâri et Soran.
La cour des princes de Botan va jouer un rôle essentiel dans le développement d'une littérature kurde écrite. Les princes de Botan hébergent à leur cour des poètes comme Melayê Cezîrî, Ehmedê Xanî et Feqiyê Teyran. Le grand poème épique d'Ehmedê Xanî, Mem et Zîn composé en 1692, se passe à Cizre : on montre toujours dans cette ville le tombeau des deux amoureux, les Roméo et Juliette de la littérature kurde. C'est la raison pour laquelle le dialecte de Botan va constituer la base de la littérature kurde écrite.

### XIXesiècle
En 1833, le prince de Rawanduz contrôlait l’émirat et lança la Première guerre ottomano-sorane en alliance avec le prince de Botan, mais il perdit la Deuxième guerre ottomano-sorane et, par conséquent, le territoire de Botan. 
Le dernier émir du Botan est Bedirxan Beg (1802-1866) qui tente de se rendre indépendant des Ottomans. Mais il est déposé en 1847, exilé en Crète puis à Damas, et sa principauté passe sous administration ottomane directe, partagée entre plusieurs provinces dont une, appelée eyalet du Kurdistan (tr), subsiste jusqu'en 1867.

## Postérité
Le nom de l'ancienne principauté est toujours usuel, dans la culture populaire ainsi que dans la littérature nationaliste kurde, pour désigner la région et ses particularités culturelles.